# Las Isletillas
Las Isletillas é uma comuna da província de Córdoba, na Argentina.